# Pierre-Bénite
Pierre-Bénite este o comună în departamentul Rhône din sud-estul Franței. În 2009 avea o populație de 9.916 de locuitori.

## Evoluția populației
| An        | 1975   | 1982  | 1990  | 1999  | 2006  | 2009  |
| --------- | ------ | ----- | ----- | ----- | ----- | ----- |
| Populație | 10.049 | 9.468 | 9.574 | 9.963 | 9.971 | 9.916 |